# أوفلاج العاشر-سي
أوفلاج العاشر-سي معسكرًا لأسرى الحرب الألمان في الحرب العالمية الثانية للضباط الأعداء ( أوفلاج ) في لوبيك في شمال ألمانيا. كان المخيم يقع على زاوية شارع Friedhofsallee و Vorwerkstrasse، بالقرب من حدود لوبيك مع بلدة Schwartau (الآن باد شفارتاو)، وغالبًا ما يُشار إليه على أنه يقع في Schwartau بدلاً من لوبيك.

## تاريخ المخيم
تم افتتاح المعسكر في يونيو 1940 للضباط الفرنسيين الذين تم أسرهم خلال معركة فرنسا. في يونيو 1941 وصل الضباط البريطانيون والكومنولث من معركة كريت  وحملة شمال إفريقيا. خلال عامي 1941 و1942، تم نقل العديد من أطقم الحلفاء الجوية التي تم إسقاطها إلى لوبيك، ثم تم نقلها لاحقًا إلى أوفلاج السادس-بي 

## سجناء بارزون
تم وضع اللاهوتي الفرنسي إيف كونجار كأسير حرب في قلعة لوبيك بسبب محاولات هروبه العديدة من معسكرات أخرى بعد القبض عليه أثناء عمله كضابط في الجيش الفرنسي. 